# Lago del Miage
Il lago del Miage (pron. fr. AFI: [mjaʒ] - Lac du Miage in francese) è un piccolo bacino d'acqua che si trova in Valle d'Aosta a 2.020 m s.l.m., ai piedi del massiccio del Monte Bianco, in Val Veny.
Le sue acque sono alimentate dall'omonimo ghiacciaio.

## Il fenomeno del distacco del ghiaccio
Caratteristica del lago è l'interessante e spettacolare fenomeno che avviene da oltre due secoli: il distacco di iceberg dalla falesia di ghiaccio a contatto con il lago.

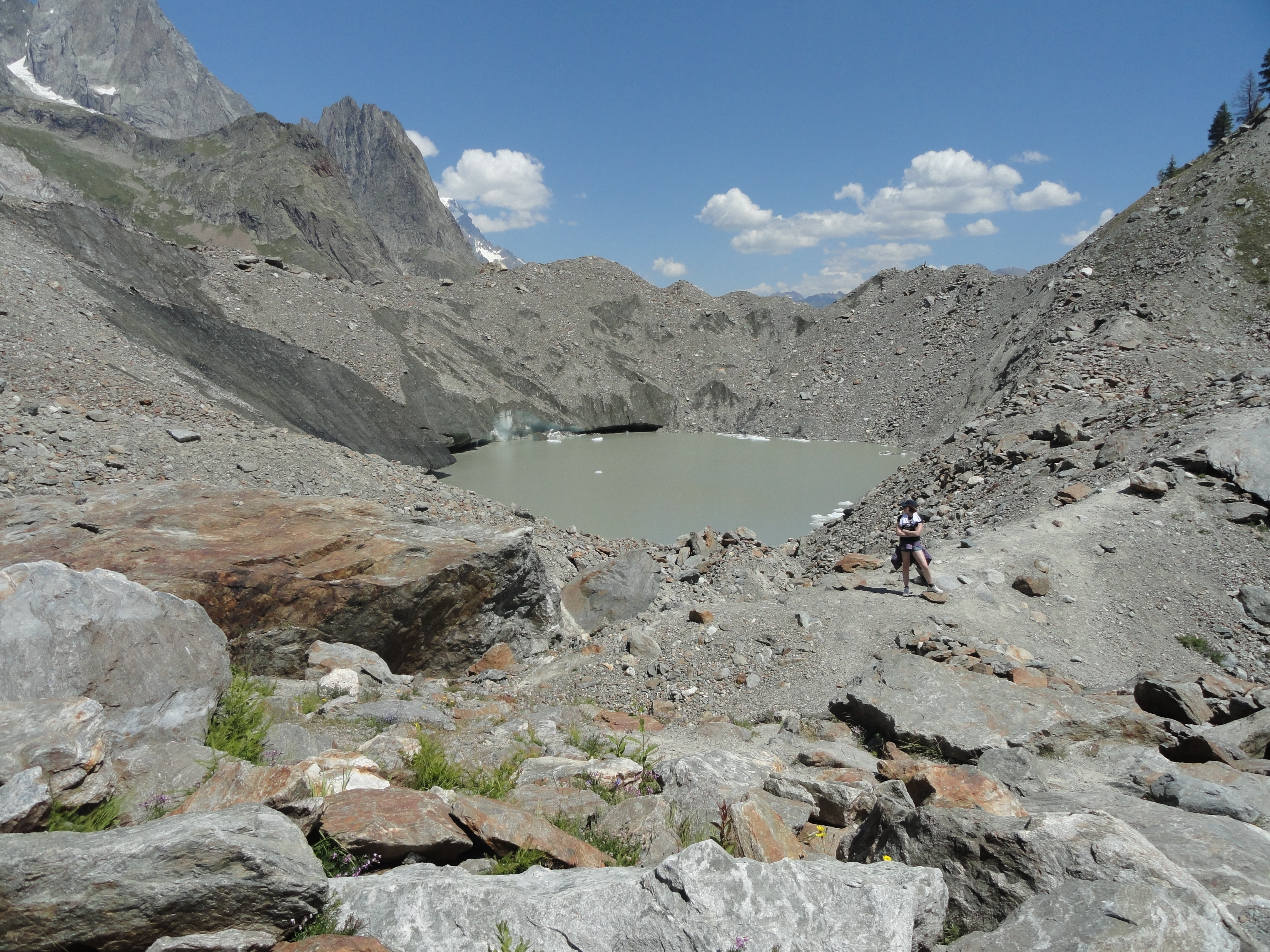
La parte del lago dove avviene il fenomeno del distacco del ghiaccio. Il colore grigio scuro è dovuto ai detriti che vi finiscono dentro.

Questo fenomeno, assai affascinante e noto in letteratura come "distacco del ghiaccio" (calving), è stato studiato negli ultimi anni soprattutto per gli aspetti di pericolosità legati all'innesco di onde alte anche alcuni metri conseguenti al crollo degli iceberg nel lago. Le onde maggiori sono sul settore a ridosso della falesia dove il lago raggiunge le minori profondità. Nel 1996 ben 11 turisti sono stati investiti, fortunatamente senza danni gravissimi, da un'onda innescata dalla caduta di un grosso blocco di ghiaccio nel lago. È quindi opportuno che chi visita il lago e osserva questo affascinante fenomeno si posizioni sulla sponda opposta (più lontana) alla falesia dove la profondità del lago è maggiore e quindi le onde raggiungono altezze minori.
Il lago del Miage è anche noto per gli svuotamenti improvvisi che da fine Ottocento sono stati osservati e riportati in letteratura o in dipinti ed immagini. Gli svuotamenti, ai quali segue un lento riempimento del lago che lo riporta alle condizioni iniziali, studiati in dettaglio da Deline et al (2004), e Masetti et al. (2010) sono innescati dalla dinamica del ghiacciaio che costituisce anche metà della pavimentazione del lago del Miage che è pertanto da considerare per metà epiglaciale e per metà lago di contatto glaciale (ice contact lake).

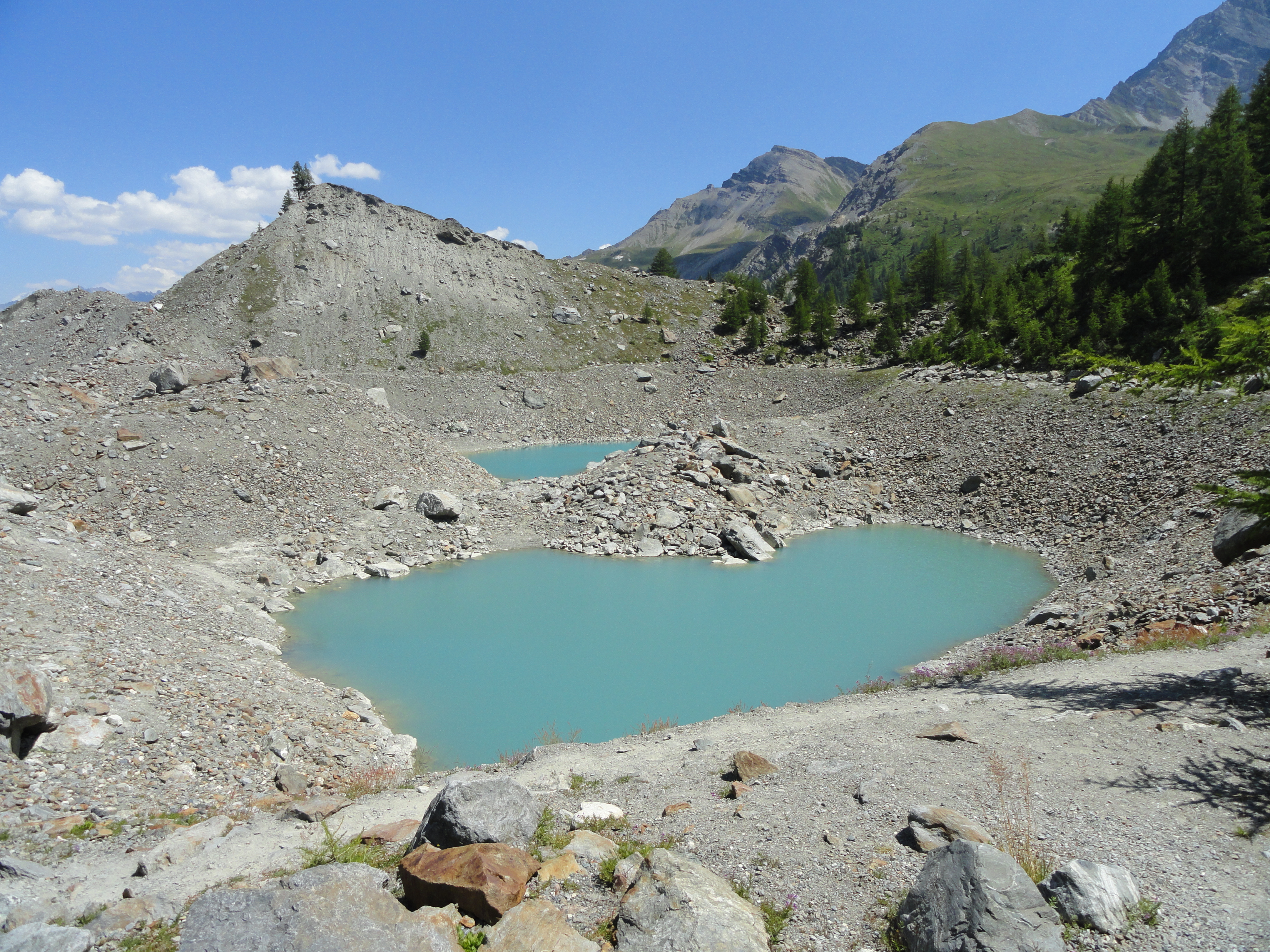
Il lago del Miage nel 2012: fino a qualche anno fa l'intera area era completamente ricoperta dall'acqua

## Situazione negli anni 2000

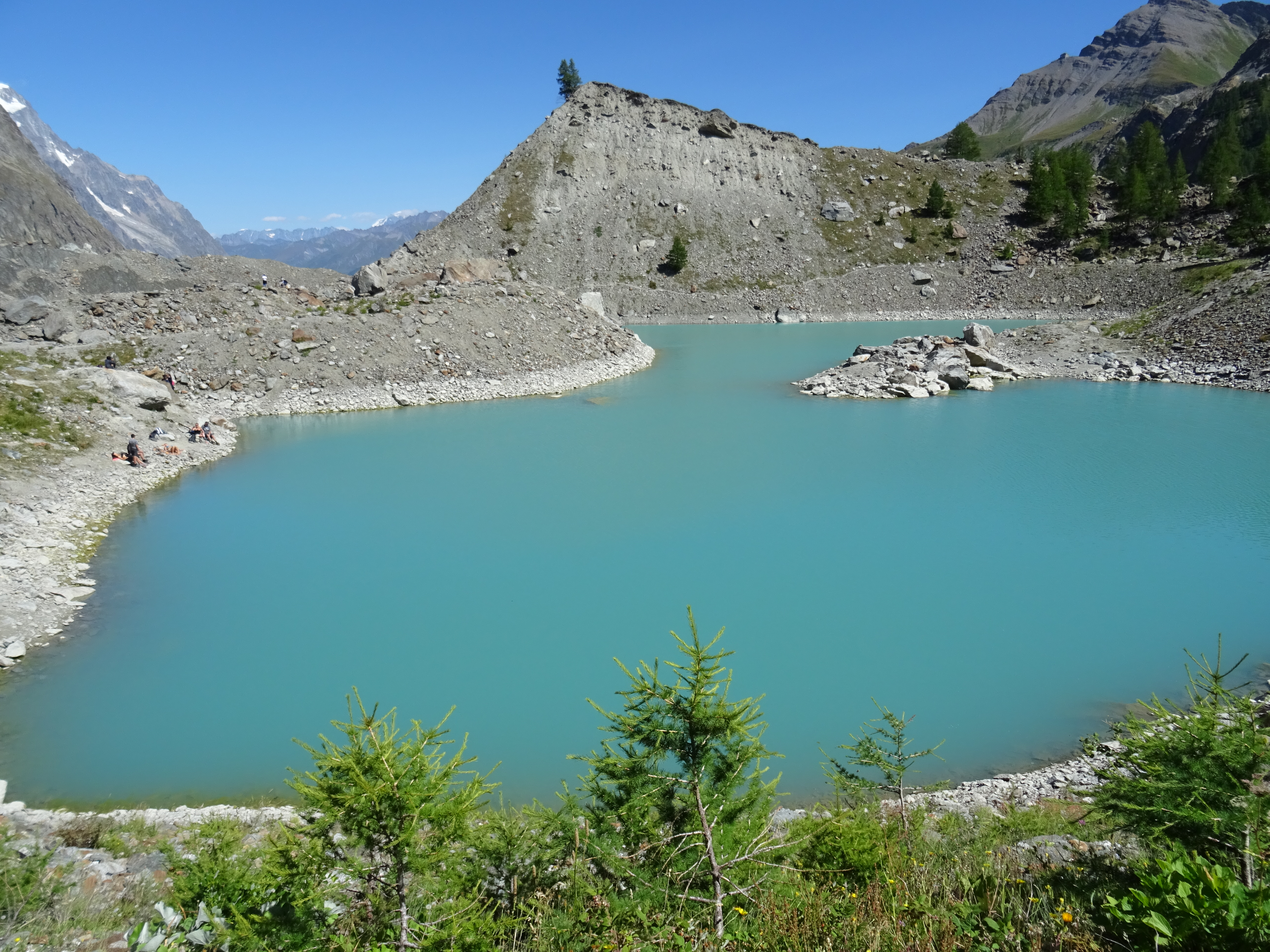
Il lago ad agosto 2018

Nei primi anni 2000 il lago si presentava come un unico bacino di colore grigiastro, dovuto ai detriti che vi cadevano all'interno da sopra il ghiacciaio. Negli anni successivi il lago ha sperimentato un notevole abbassamento del livello dell'acqua e nel 2012 erano visibili tre distinti bacini poco profondi. Nel 2014 e nel 2015 l'acqua si è ulteriormente ritirata e nel novembre 2014 la porzione di bacino a contatto con il ghiacciaio, normalmente profonda oltre 25 metri, si presentava completamente asciutta.
Ad agosto 2018 il lago conteneva nuovamente abbastanza acqua anche se erano visibili due bacini separati, uno di colore azzurro ed il secondo accanto al ghiaccio di colore grigiastro. 

## Accesso
È possibile raggiungere il lago con una passeggiata di circa due ore a partire dalla località La Visaille in Val Veny. Il primo tratto è rappresentato da una strada asfaltata e successivamente in terra battuta che conduce fino ad un ponte all'imboccatura del Lago Combal. Da lì si prosegue verso destra per una ventina di minuti, passando accanto al Bar Combal e percorrendo un breve tratto più ripido fino ad arrivare al lago.